# 卡姆濟庫電視塔

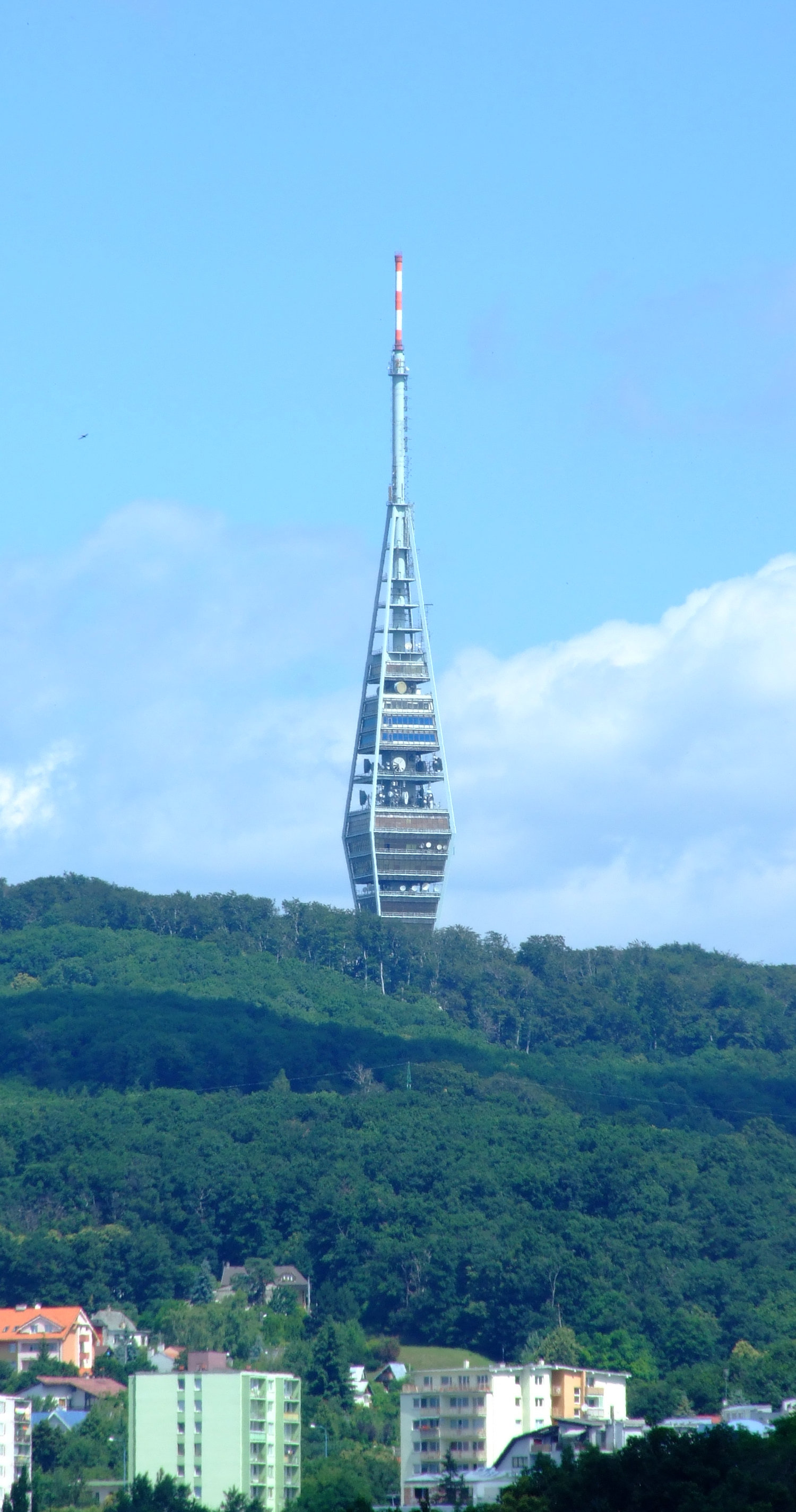

卡姆濟庫電視塔是斯洛伐克首都布拉提斯拉瓦的一座電視塔，竣工於1975年。電視塔標高194公尺，但因為位於一座高438.4公尺的山上，因此最高處高度達635米公尺。在鄰國奧地利、匈牙利、捷克等國也能看見這座電視塔。現在這座電視塔對外開放參觀。

## 
- Kamzík Tower restaurant

48°10′57″N 17°05′41″E / 48.18250°N 17.09472°E